# British Commonwealth Pacific Airlines

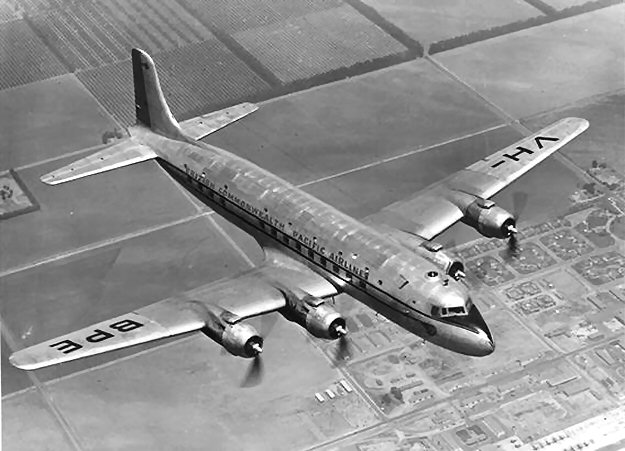
DC-6 de British Commonwealth Pacific Airlines (victime d'un accident en octobre 1953)

British Commonwealth Pacific Airlines (BCPA) est une compagnie aérienne australienne disparue.
BCPA fut créée en avril 1948 pour assurer la desserte transpacifique des pays du Commonwealth. Après avoir obtenu la cession de 4 DC-4 par Trans Australia Airlines et Australian National Airways, BCPA reprit à son compte la ligne Vancouver-Sydney-Auckland d'Australian National Airways. 
SAS ne souhaitant pas prendre en compte la totalité des Douglas DC-6 qu'elle avait commandée, 4 exemplaires furent achetés par BCPA, permettant l'ouverture de la ligne Auckland-Fidji-Canton Island-Honolulu-San Francisco le 16 février 1949. 
BCPA a été dissoute le 14 mars 1954.

## Avions utilisés
- Douglas DC-4 : VH-ANF et -ANG (ex ANA), , ...
- Douglas DC-6 : VH-BPE à -BPH. Le VH-BPE a percuté une colline durant son approche aux instruments avant de se poser à San Francisco le 29 octobre 1953 (22 tués).